# 安土じょう
安土 じょう（あづち じょう、1957年4月11日 - ）は、日本の漫画家。旧名：金山 静夫（かなやま しずお）。

## 略歴
新潟県長岡市出身。
1976年、石森プロに入社。石森のアシスタントを志していたが、人数が足りていたため、版権イラストなどを担当した。
1979年、独立したシュガー佐藤に代わり石森のアシスタントに加わる。
1982年に石森プロから独立し、『仮面ライダーZX』（冒険王連載）でデビュー。
1987年、安土じょうに改名。

## 作品リスト
- 仮面ライダーZX（原作：石ノ森章太郎）
- 星雲仮面マシンマン（原作：石ノ森章太郎）
- 大魔神くん
- 交通事故と賠償 - コミック（原作：多喜川賢一 / 一橋出版）
- まんがでたどる 日本人はるかなる旅
- 世界四大文明
- 唐招提寺と鑑真和上物語（原作：田中舘哲彦 / 協力：唐招提寺 / 汐文社）
- 情報名人になろうシリーズ1〜3（原作：堀田竜也 / 汐文社）
- NHK新シルクロード遥かなる四千年の旅路（監修：長澤 和俊 / シナリオ：菅生誠司 / 日本放送出版協会）
- NHK探検ロマン世界遺産（監修・シナリオ：菅生誠司・笠原秀 / 日本放送出版協会）
- 心理学で学ぼう！ こころと脳のふしぎ